# Двенадцать друзей Оушена
«Двена́дцать друзе́й О́ушена» (англ. Ocean’s Twelve) — фильм-ограбление 2004 года режиссёра Стивена Содерберга. Продолжение «11 друзей Оушена», в свою очередь являющегося ремейком одноимённой картины 1960 года.
Фильм, как и остальные части франшизы, примечателен актёрским составом, вобравшим в себя плеяду звёзд первой величины. К перекочевавшим из «Одиннадцати друзей» Джорджу Клуни, Брэду Питту, Мэтту Деймону, Джулии Робертс и другим исполнителям присоединились Кэтрин Зета-Джонс и французский актёр Венсан Кассель. В эпизодах также отметились Робби Колтрейн, Эдди Иззард, Альберт Финни, Черри Джонс и Брюс Уиллис.
В центре повествования, разворачивающегося спустя три года после событий первой части, — продолжение истории о талантливой команде воров, на след которых выходит их давний враг Терри Бенедикт. Разыскав всех участников, причастных к ограблению его казино, он обязывает их вернуть всю похищенную сумму в кратчайшие сроки. Компания отправляется в Европу, где можно провернуть выгодное дело без привлечения внимания американских властей. По мере развития сюжета выясняется, что команду «сдал» Бенедикту некий французский вор по прозвищу Ночной лис.
Картина, повлиявшая на Содерберга при создании «12 друзей», — британская комедия 1966 года «Модести Блейз», являющаяся киноадаптацией серии комиксов Питера О’Доннелла.
Съёмки «Двенадцати друзей Оушена», начавшиеся в апреле 2004 года, проходили на территории США, Италии, Нидерландов, Франции, Монако и завершились к концу лета.
Несмотря на положительные отзывы некоторых известных кинокритиков — Роджера Эберта, Манолы Даргис и Уэсли Морриса, — «Двенадцать друзей Оушена» были негативно восприняты большинством обозревателей, главным образом за слабый сценарий. По рейтинговым сводкам киносайтов Rotten Tomatoes, Metacritic и IMDb, фильм имеет худшие показатели в трилогии, а журналы Entertainment Weekly, Total Film и ресурс Ranker внесли картину в списки самых неудачных сиквелов.

## Сюжет
Действие фильма происходит спустя 3 года после событий первой части.
Терри Бенедикт находит всех одиннадцать членов команды Дэнни Оушена, требуя, чтобы те вернули 160 миллионов долларов, которые они украли из его казино, плюс 38 миллионов долларов в качестве процентов. Группа, сократившаяся наполовину, планирует организовать ещё одно ограбление в Амстердаме, чтобы избежать проблем с властями США. Информатор Мацуи предоставляет данные о местонахождении первого в истории сертификата акций. После сложных серий схем они обнаруживают, что документ уже был украден «Ночным лисом», ещё одним мастером краж. Детектива Европола Изабель Лахири назначают для расследования кражи. Она понимает, что подсказала Расти идею со сложным ограблением, когда описала аналогичную кражу ранее во время их отношений. Застав группу в их доме, детектив предупреждает, что они не смогут победить Ночного Лиса или его наставника, таинственного мастера-вора Лемарка, ведь они оба преуспели в «больших аферах». Она годами охотится за обоими.
Дэнни и его банда обнаруживают, что «Ночной Лис» — это Франсуа Тулур, богатый французский барон, у которого есть вилла на озере Комо. Тулур приглашает Дэнни на свою виллу и рассказывает, что он нанял Мацуи, чтобы сообщить команде о сертификате с целью организовать встречу с Дэнни. Тулур расстроен из-за того, что Лемарк не назвал его лучшим вором в мире и бросает вызов Дэнни, целью кражи является Императорское коронационное яйцо Фаберже. Если Дэнни и его команда победят, Тулур погасит их долг перед Бенедиктом.
Дэнни и его банда начинают планировать сложное ограбление, чтобы подменить яйцо на голографическую копию, но нанятый группой инженер случайно пробалтывается Лахири, и она хватает всю команду, кроме Лайнуса, Тарра, Тёрка и Сола. Лайнус придумывает второй план с участием жены Дэнни Тесс, изображающей из себя беременную Джулию Робертс, чтобы приблизиться к яйцу и подменить его. Планы нарушает Лахири и случайно присутствующий Брюс Уиллис, а остальная часть группы схвачена. Лахири сообщают, что они должны быть экстрадированы в Соединенные Штаты. Лайнус выбирают первым для допроса агентом ФБР, назначенным для их перевозки. Оказывается, "агент" является его матерью, которая организует освобождение всей банды.
Некоторое время спустя Дэнни и Тесс возвращаются в поместье Тулура, где он ликует после их неудачи. Тулур объясняет, что он украл яйцо ночью, используя свою ловкость и навыки стиля капоэйра, чтобы обойти сложную систему охраны. Он празднует недолго, так как Дэнни рассказывает, что его группа украла настоящее яйцо, когда его доставляли в музей, и Франсуа понимает, что Лемарк дал им наводку. Тулур вынужден признать, что Дэнни выиграл пари и дает ему деньги для выплаты долга. Они рассчитываются с Бенедиктом и обещают больше не совершать ограблений в его казино, а Тулур на заднем плане шпионит за Бенедиктом. Расти отводит Лахири в безопасное место, которое, как он утверждает, сдал ему в аренду Лемарк. Изабель узнаёт в легендарном воре, которого она преследовала многие годы, своего отца. Они обнимаются и плачут. Расти дарит яйцо Лемарку.
В финале Расти знакомит свою девушку Изабель со всеми членами банды Оушена. Её встречают с радостью.

## Актёрский состав
| Актёр             | Роль                                      |
| ----------------- | ----------------------------------------- |
| Джордж Клуни      | Дэнни Оушен                               |
| Брэд Питт         | Расти Райан                               |
| Мэтт Деймон       | Лайнус Колдуэлл                           |
| Джулия Робертс    | Тесс Оушен/камео                          |
| Кэтрин Зета-Джонс | Изабель Лахири                            |
| Энди Гарсиа       | Терри Бенедикт                            |
| Дон Чидл          | Бэшер Тарр                                |
| Берни Мак         | Фрэнк Кэттон                              |
| Кейси Аффлек      | Вёрджил Мэллой                            |
| Скотт Каан        | Тёрк Мэллой                               |
| Венсан Кассель    | Франсуа Тулур                             |
| Эдди Джемисон     | Ливингстон Делл                           |
| Цинь Шаобо        | Йен                                       |
| Карл Райнер       | Сол Блум                                  |
| Эллиотт Гулд      | Рубен Тишкофф                             |
| Робби Колтрейн    | Мацуи                                     |
| Эдди Иззард       | Роман Нейгел                              |
| Альберт Финни     | Гаспар Лемарк учитель Тулура, отец Лахири |
| Черри Джонс       | Миссис Колдуэлл                           |
| Джаред Харрис     | инженер                                   |
| Брюс Уиллис       | камео                                     |
| Скотт Л. Шварц    | «Бульдог»                                 |

## Прокат
Предпремьерный показ картины состоялся 8 декабря 2004 года в Китайском театре Граумана в Лос-Анджелесе. Два дня спустя фильм дебютировал в североамериканском прокате, стартовав с первой позиции чарта. Сборы за первый уик-энд составили более 40 млн долларов. Суммарная касса «Двенадцати друзей Оушена» в домашнем прокате, завершившегося в марте 2005 года, превысила 125 млн долларов.
Премьера «Двенадцати друзей Оушена» в Сингапуре, Чехии и Чили состоялась 16 декабря 2005 года, в России — 13 января 2005 года, в Великобритании, Ирландии и Турции — 4 февраля 2005 года.
Суммарные сборы «Двенадцати друзей Оушена» составили 362 млн долларов, превысив производственный бюджет фильма более чем в три раза.

## Награды и номинации
Данные приведены в соответствии с информацией на сайте IMDb.
| Год  | Церемония                      | Номинация                                | Номинант(ы)                                                  | Итог      |
| ---- | ------------------------------ | ---------------------------------------- | ------------------------------------------------------------ | --------- |
| 2004 | Голливудский кинофестиваль     | Кастинг-директор года                    | Дебра Зейн (также за фильмы «Эрос» и «Терминал»)             | Победа    |
| 2005 | BET Awards                     | Лучший киноактёр                         | Дон Чидл (также за фильмы «Отель „Руанда“» и «После заката») | Номинация |
| 2005 | BET Comedy Awards              | Лучший киноактёр второго плана           | Дон Чидл                                                     | Номинация |
| 2005 | BET Comedy Awards              | Лучший киноактёр второго плана           | Берни Мак                                                    | Номинация |
| 2005 | BMI Film & TV Awards           | Лучшая музыка к кинофильму               | Дэвид Холмс                                                  | Победа    |
| 2005 | Гильдия художников по костюмам | Лучшие костюмы к современному кинофильму | Милена Канонеро                                              | Номинация |
| 2005 | Critics’ Choice Awards         | Лучший актёрский ансамбль                | Джордж Клуни, Брэд Питт, Мэтт Деймон и другие                | Номинация |
| 2005 | NAACP Image Awards             | Лучший киноактёр второго плана           | Дон Чидл                                                     | Номинация |
| 2005 | «Золотой трейлер»              | Лучшая музыка в трейлере                 | Трейлер «The Guys»                                           | Номинация |
| 2005 | «Золотой трейлер»              | Самый оригинальный трейлер               | Трейлер «They’re Back»                                       | Номинация |

## Саундтрек
Оригинальный саундтрек фильма был издан Warner Bros. Records 7 декабря 2004 года. Дэвид Холмс вернулся в качестве композитора фильма и выиграл премию BMI. Треки «I Love Art… Really!», «Amsterdam», «Rooftops» и «The Egg Arrives» были изданы в качестве синглов и не входят в коммерческое издание. В официальном саундтреке отсутствует музыка, звучащая во время «лазерного танца» Ночного лиса (La Caution — «Thé à la menthe»), а также трек, звучащий во время ограбления в поезде (Peppino De Luca — «Rito a Los Angeles»).
| №   | Название                                      | Длительность |
| --- | --------------------------------------------- | ------------ |
| 1.  | «L’appuntamento» (Орнелла Ванони)             | 4:36         |
| 2.  | «$165 Million + Interest [into] The Round Up» | 5:44         |
| 3.  | «L.S.D. Partie» (Roland Vincent)              | 3:00         |
| 4.  | «Lifting the Building»                        | 2:34         |
| 5.  | «10:35 I Turn Off Camera 3»                   | 2:25         |
| 6.  | «Crepuscolo sul mare» (Piero Umiliani)        | 2:45         |
| 7.  | «What R We Stealing»                          | 3:22         |
| 8.  | «Faust 72» (Dynastie Crisis)                  | 3:24         |
| 9.  | «Stealing the Stock [into] Le renard de nuit» | 4:54         |
| 10. | «7/29/04 The Day Of»                          | 3:12         |
| 11. | «Lazy (album version)» (Yellow Hammer)        | 4:31         |
| 12. | «Explosive Corrosive Joseph» (John Schroeder) | 2:34         |
| 13. | «Yen on a Carousel»                           | 3:13         |
| 14. | «The Real Story»                              | 2:56         |
| 15. | «Ascension to Virginity» (Дэйв Грузин)        | 5:06         |
| 16. | «Three 8 Bar Drum Loops» (скрытый трек)       | 1:03         |

| №  | Название                               | Длительность |
| -- | -------------------------------------- | ------------ |
| 1. | «7/29/04 The Day Of (album version)»   | 3:11         |
| 2. | «Rooftops (single version)»            | 3:23         |
| 3. | «The Egg Arrives (single version)»     | 0:29         |
| 4. | «Amsterdam (single version)»           | 1:55         |
| 5. | «I Love Art… Really! (single version)» | 2:08         |

| №   | Название                                            | Длительность |
| --- | --------------------------------------------------- | ------------ |
| 1.  | «Souls Along the Way» (Felicia Sorensen)            |              |
| 2.  | «Love (Hip Hop)» (Visionaries)                      |              |
| 3.  | «What’s Going On» (Марвин Гэй)                      |              |
| 4.  | «Case the Joint (Oh No)» (Ty)                       |              |
| 5.  | «Requiem for a No Good F*****g Limey» (Энди Гарсиа) |              |
| 6.  | «Cracklin’ Rosie» (Нил Даймонд)                     | 3:01         |
| 7.  | «That Did It» (Бобби Блэнд)                         |              |
| 8.  | «Kabbalistic Prayer» (Ella Leya)                    | 5:36         |
| 9.  | «Kashmir» (Led Zeppelin)                            |              |
| 10. | «El capitalismo foráneo» (Gotan Project)            | 6:13         |

## Критика
| Рейтинги критиков    | Рейтинги критиков |
| Издание              | Оценка            |
| -------------------- | ----------------- |
| ABC News             | B                 |
| The Austin Chronicle | [ 19 ]            |
| Chicago Sun-Times    | [ 20 ]            |
| Eye for Film         | [ 21 ]            |
| Empire               | [ 22 ]            |
| Entertainment Weekly | D+                |
| ReelViews            | [ 24 ]            |
| Rolling Stone        | [ 25 ]            |
| The Seattle Times    | [ 26 ]            |
| Slant Magazine       | [ 27 ]            |
| USA Today            | [ 28 ]            |
| ViewLondon           | [ 29 ]            |

Фильм получил смешанные отзывы кинокритиков. На киносайте Rotten Tomatoes картина имеет 56%-й «гнилой» рейтинг, выведенный на основе 178 рецензий (средняя оценка — 5,9 из 10); на Metacritic — 58 баллов при 39 рецензиях.
В прокате фильм собрал 125,5 млн долларов в США, £12 млн в Великобритании, 107,3 млн долларов в остальных странах. В Бразилии сборы составили 5,7 млн долларов, в Республике Корея сборы составили 5,5 млн долларов, в России — почти 4 млн долларов, в Швеции — 4,6 млн долларов, в Японии — 31,6 млн долларов.